# Mec'art
Le Mec'art (abréviation de Mechanical Art) désigne un courant artistique apparu en 1963 en Europe.
Consacré en 1965 par l'exposition "Hommage à Nicéphore Niepce" à la galerie J, les œuvres utilisent les procédés photographiques de report de clichés sur supports variés (toile ou plaque émulsionnée, papier, ...) par l'intermédiaire de techniques mécaniques de reproduction. Ces clichés peuvent être tirés de magazines, d´images publicitaires, d´images de reportage...
Pierre Restany l'organisateur de cette exposition manifeste, d'octobre 1965, décrit le mec-art comme non pas un mouvement mais "un label expérimental": Gianni Bertini travaillait à partir de montages et de collages photographiques; Alain Jacquet d'analyse de trames; Mimmo Rotella effectuait des reports photographiques à partir de photos de journaux ; Yehuda Neiman développait ses photos sur différents supports, notamment le métal, mais aussi sur la toile; Pol Bury était dans la "cinétisation"; Nikos partait de clichés d'ombre.
À la différence du report photographique opéré par les américains Warhol ou Rauschenberg chez lesquels ce procédé 
renverrait à un mode d'appropriation directe de la réalité, les mec-artistes européens cherchent davantage à restructurer de façon organique l'image plane. L'artiste dans ce cas contrôle chaque stade de l'élaboration mécanique de l'image. La photographie est seulement un nouvel outil qui vient remplacer les pinceaux, les palettes.
À partir de 1965, le mec-art prend une extension en Allemagne avec Gerhard Richter, Polke, en Suède avec Sjölanda, en Italie où son développement fut le plus important sous l'influence de Bertini avec Umberto Mariani, Luca Patella.
À l'ère du numérique, les "photures" - travaux mêlant des techniques complexifiées du développement de la photographique argentique à des éléments numérisés et à la peinture - de Mayetti peuvent s'inscrire, entre autres, dans cette filiation de l'exploitation artistique et picturale de l'image. Depuis 2010, Mayetti  - association des recherches de deux artistes : le travail sur la photographie et sur le développement de Roberto Saletti et l'intervention d'Isabelle Mayaud, artiste peintre spontanéiste et conceptuelle - exposent leurs œuvres communes (Paris, rue de Rivoli en janvier 2011; Rome, Brancaleone en septembre 2011).

## Autres expositions
- 1993, FIAC, Grand-Palais, Paris, avec la participation de Bertini, Jacquet, Neiman, Nikos, Rotella

## Principaux représentants
- Alain Jacquet
- Mimmo Rotella
- Pol Bury
- Éric Beynon
- Gianni Bertini
- Yehuda Neiman
- Nikos
- Mariani
- Elisa Magri

### Articles
- Jean-Louis Swiners, "Plaques d'aluminium, photos sensibles", Terre d'images, n°31, 1966
- Otto Hahn, « Lettre de Paris : La Peinture méchanique », Art International, Paris, no 9,‎ septembre 1975

### Ouvrages
- Mec-Art, Milan, Ed. Il Dialogo, 1979